# Trichophyton mentagrophytes
Trichophyton mentagrophytes (sensu stricto) (Syn.: T. mentagrophytes var. quinckeanum, T. langeronii, T. quinckeanum und T. sarkisovii) ist ein die Hornsubstanz besiedelnder Hautpilz (Dermatophyt). Er kommt vor allem bei Nagetieren und Kamelen vor, und ist daher als zoophiler Dermatophyt anzusehen. Wie alle zoophilen Dermatophyten kann er aber auch beim Menschen Dermatophytosen auslösen, vor allem im Bereich des Kopfes (Tinea capitis) und Körpers (Tinea corporis), besonders häufig in Form eines Favus. Wie alle Dermatophyten ernährt sich T. mentagrophytes von Keratinen. Die Übertragung von Tier zu Tier oder Tier zu Mensch erfolgt durch direkten oder indirekten Kontakt. Die Teleomorphe, also das geschlechtliche Stadium von T. mentagrophytes, gehört zum Arthoderma-simii-Komplex.

## Morphologie
Kulturen sind an der Oberfläche weiß, gipsartig und flach und haben eine leicht bräunliche Rückseite. Die Mikrokonidien sind ähren- und traubenförmig angeordnet, die Makrokonidien kurz und zigarrenförmig mit drei bis fünf Kammern. Mikroskopisch ist der Pilz nicht von Trichophyton interdigitale zu unterscheiden. Manchmal treten verästelte Hyphen in Kerzenhalterform auf, die auch zu einer Verwechslung mit Trichophyton schoenleinii führen können.

## Systematik
Ältere Studien unterschieden die anthropophilen Unterarten T. mentagrophytes var. interdigitale, T. mentagrophytes var. nodulare (Synonym T. krajdenii) und T. mentagrophytes var. goetzii sowie die zoophilen Unterarten T. mentagrophytes var. granulosum (Hauptwirt Nagetiere), T. mentagrophytes var. erinacei (Hauptwirt Igel) und T. mentagrophytes var. quinckeanum (Hauptwirt Mäuse). Molekularbiologische Untersuchungen zeigten jedoch, dass nur T. mentagrophytes var. quinckeanum der Art T. mentagrophytes im engeren Sinne (sensu stricto) zuzuordnen ist. Alle anderen Unterarten werden heute zur Art T. interdigitale gerechnet. In der Erstbeschreibung durch Charles-Philippe Robin 1853 war der Pilz in die Gattung Microsporum (M. mentagrophytes) eingeordnet.